# Attilio Fontana
Attilio Fontana (Varese, Lombardía, 28 de marzo de 1952) es un político italiano. Miembro de la Liga Norte, fue elegido presidente de Lombardía, el 4 de marzo de 2018.

## Biografía
Fontana es miembro de la Liga Lombarda y la Liga Norte (LN). Inició su carrera política como alcalde de Induno Olona, entre 1995 y 1999. En las listas de la LN, fue elegido en las elecciones regionales de 2000 y 2005 como miembro del Consejo Regional de Lombardía, que presidió hasta julio de 2006. Renunció a ese cargo después de ser elegido regidor de la provincia de Varese, con un 57,8% de los votos en la primera ronda, en las elecciones celebradas el 28 de mayo de 2006.
En 2007 Fontana fue el abogado de Andrea Mascetti en el caso contra el periodista Michele Santoro.
Fue reelegido en mayo de 2011 en la segunda vuelta. Fontana no pudo postularse a una nueva reelección, debido a los límites del mandato, en junio de 2016. Algunos periodistas en julio de 2016 especulado con la nominación de Fontana como LN candidato en 2018 de la elección para Presidente de Lombardía, si el titular Presidente de la Región Roberto Maroni (que fue elegido en 2013 regional la elección de un término de 5 años, con el apoyo de la Lega Lombarda y la Lega Nord – las partes de Maroni y Fontana – y con el apoyo de las otras partes de los miembros del 2013 de la coalición de centro derecha) no postularse para un segundo período consecutivo (y final) plazo; en enero de 2018, cuando Maroni, anunció su retiro de la política, Fontana fue seleccionado como candidato del Centro-derecha (compuesta por FI, LN, Ied, EpL, NcI y su civic lista personal denominado "Fontana Lista", compuesto por miembros del PP, RC, MNS y también civil, independiente e imparcial miembros de la) candidato a la Presidencia de Lombardía. 

### Declaraciones públicas
El 15 de enero de 2018, Fontana dijo que la cultura occidental estaba en peligro debido a los flujos migratorios procedentes de África. Las declaraciones recibieron una gran cantidad de críticas por parte de los partidos de centro-izquierda, entre ellos el Partido Democrático (PD) y el Movimiento 5 Estrellas (M5S). Tras una gran controversia, Fontana se disculpó por sus declaraciones, afirmando que "era un resbalón y un expresivo error, que no era racismo". Los principales rivales de Fontana eran Giorgio Gori (PD) y Dario Violin (M5S). El 4 de marzo de 2018 Fontana ganó con el 50% de los votos (Gori 29%, Violin 17%) en las elecciones regionales.